# 藍尾八色鶇
藍尾八色鶇（學名：Pitta guajana），是八色鸫科八色鸫属的一种，分布于文莱、泰国、印度尼西亚和马来西亚。原为蓝八色鸫属（Hydrornis）。
蓝尾八色鸫的平均体重约为90.5克。栖息地包括种植园、亚热带或热带的湿润低地林、亚热带或热带严重退化的前森林和亚热带或热带的湿润山地林。

## 保育狀況
牠們被列為《瀕危野生動植物種國際貿易公約》附錄二的物種，被限制出口及貿易。